# Nenthead
Nenthead är en ort i Storbritannien.   Den ligger i grevskapet Cumbria och riksdelen England, i den centrala delen av landet, 400 km norr om huvudstaden London. Nenthead ligger 446 meter över havet och antalet invånare är 2 074.
Terrängen runt Nenthead är lite kuperad. Runt Nenthead är det ganska tätbefolkat, med 111 invånare per kvadratkilometer. Nenthead är det största samhället i trakten. Trakten runt Nenthead består i huvudsak av gräsmarker.